# Чемпионат Европы по шоссейному велоспорту 1997
3-й чемпионат Европы по шоссейному велоспорту проводился с 4 по 6 сентября 1997 года в Филлахе (Австрия). В программе дебютировали индивидуальные гонки.

## Программа чемпионата
| Дата                 | Дисциплина           | Дистанция            |
| Индивидуальные гонки | Индивидуальные гонки | Индивидуальные гонки |
| -------------------- | -------------------- | -------------------- |
| 4 сентября           | Женщины до 23-х лет  | 26,0 км              |
| 4 сентября           | Мужчины до 23-х лет  | 34,0 км              |
| Групповые гонки      |                      |                      |
| 6 сентября           | Женщины до 23-х лет  | 84,0 км              |
| 6 сентября           | Мужчины до 23-х лет  | 168,0 км             |

## Призёры
| Дисциплина           | Золото                           | Серебро                     | Бронза                      |
| -------------------- | -------------------------------- | --------------------------- | --------------------------- |
| Мужчины до 23-х лет  |                                  |                             |                             |
| Групповая гонка      | Сальваторе Коммессо · Италия     | Свен Монтгомери · Швейцария | Геррит Гломсер · Австрия    |
| Индивидуальная гонка | Гийом Оже · Франция              | Фабио Мальберти · Италия    | Маурицио Караваджо · Италия |
| Женщины до 23-х лет  |                                  |                             |                             |
| Групповая гонка      | Элизабет Шеван-Брюнель · Франция | Татьяна Стяжкина · Украина  | Исаскун Бенгоа · Испания    |
| Индивидуальная гонка | Диана Жилюте · Литва             | Исаскун Бенгоа · Испания    | Йенни Альгелид · Швеция     |

## Медальный зачёт
| Место | Страна    | Золото | Серебро | Бронза | Всего |
| ----- | --------- | ------ | ------- | ------ | ----- |
| 1     | Франция   | 2      | 0       | 0      | 2     |
| 2     | Италия    | 1      | 1       | 1      | 3     |
| 3     | Литва     | 1      | 0       | 0      | 1     |
| 4     | Испания   | 0      | 1       | 1      | 2     |
| 5     | Украина   | 0      | 1       | 0      | 1     |
| 5     | Швейцария | 0      | 1       | 0      | 1     |
| 7     | Австрия   | 0      | 0       | 1      | 1     |
| 7     | Швеция    | 0      | 0       | 1      | 1     |
| Всего | Всего     | 4      | 4       | 4      | 12    |